# Waleri Jewgenjewitsch Iwanow
Waleri Jewgenjewitsch Iwanow (russisch Валерий Евгеньевич Иванов; * 5. November 1969 in Toljatti, Oblast Kuibyschew, RSFSR, UdSSR; † 29. April 2002 ebenda, Russland) war ein russischer Journalist und Politiker, der einem Auftragsmord zum Opfer fiel.

## Leben
Iwanow studierte Ende der 1980er Jahre zunächst die römisch-germanische Philologie an der Staatlichen Universität Samara, später die russische Philologie an der Staatlichen Pädagogischen Universität Samara.
1992 begann seine journalistische Laufbahn und er schrieb unter anderem für die Zeitungen "Samarskoe Obosrenije" und "Komsomolskaja Prawda".
1996 gründete Iwanow die Wochenzeitung "Toljattinskoje Obosrenije" und wurde zu deren Chefredakteur. Das Blatt veröffentlichte systematisch aufsehenerregende Enthüllungsberichte, insbesondere über Kriminelle im Zusammenhang mit dem sogenannten "Mafiakrieg von Toljatti". Während seiner Tätigkeit als Chefredakteur haben die russischen Behörden mehrmals versucht, Strafverfahren gegen Iwanow einzuleiten. Wiederholt erhielt er Todesdrohungen.
Im Jahr 2000 wurde Iwanow als Abgeordneter in die Stadtduma von Toljatti gewählt.
Am Abend des 29. Aprils 2002 wurde Iwanow mit sechs Schüssen in den Kopf in seinem WAS-2121 Niwa-Auto in unmittelbarer Nähe seines Hauses in Toljatti getötet. Sein Mord wurde nie aufgeklärt. Ein halbes Jahr nach seiner Ermordung wurde Aleksei Sidorow, Iwanows Nachfolger als Chefredakteur bei der "Toljattinskoje Obosrenije", ebenfalls bei einem Attentat durch mehrere Messerstiche umgebracht.